# 实科学校

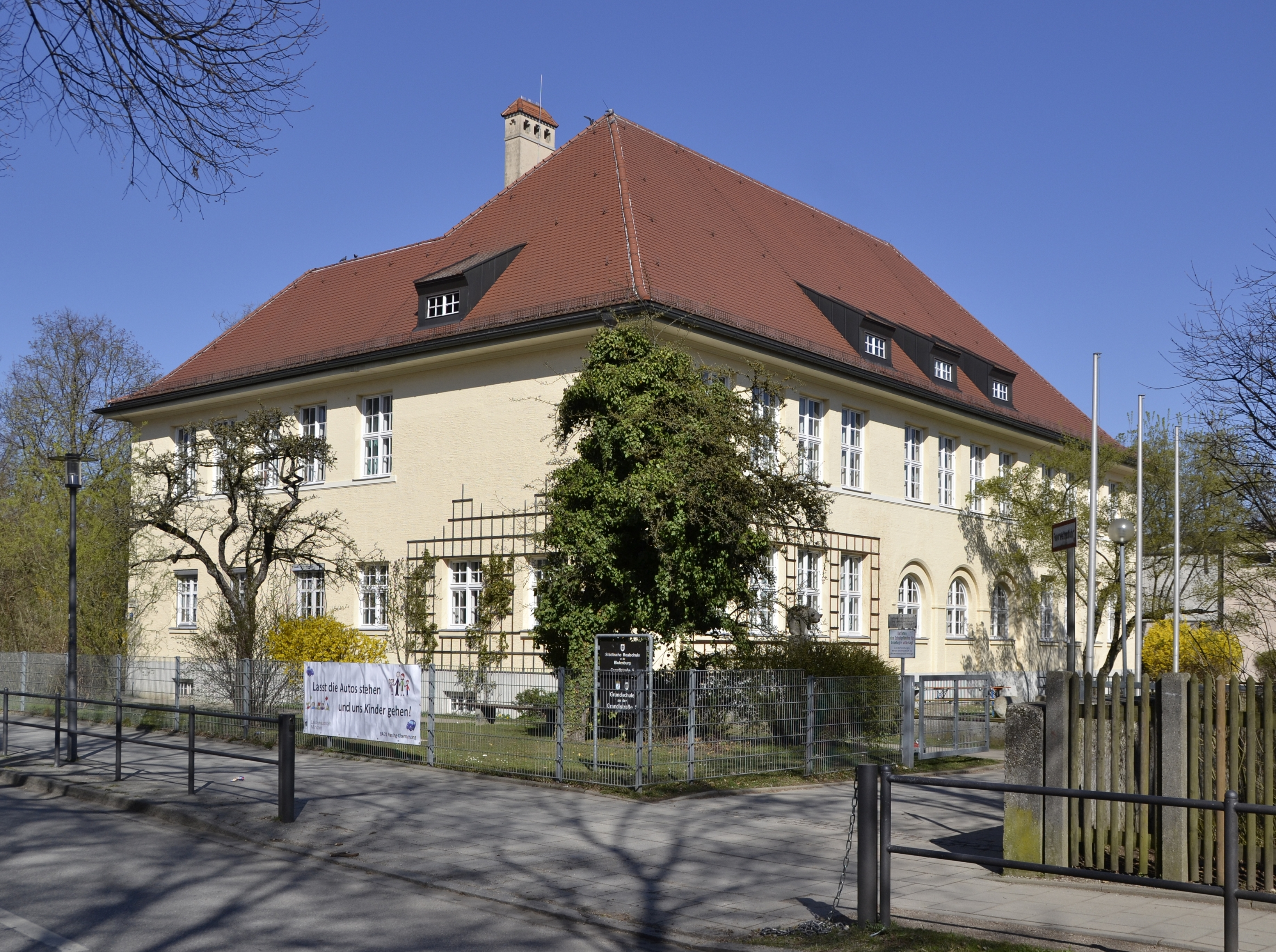
德国慕尼黑的布吕滕堡实科学校

实科学校（德語：Realschule）是一种存在于德国、瑞士和列支敦士登的中等学校类型。这种学校形式也曾存在于克罗地亚、奥地利帝国、德意志帝国、丹麦、挪威、瑞典、芬兰、匈牙利、拉脱维亚、斯洛文尼亚、塞尔维亚、俄罗斯帝国和被瓜分时期的波兰。